# Шпинат новозеландский
Шпинат новозеландский (лат. Tetragonia tetragonoides) — ксерофитное растение, вид рода Тетрагония (Tetragonia) (от греч. "четырёхугольный") семейства Аизовые (Aizoaceae), широко культивируемый в странах Центральной и Южной Европы и США, как листовой овощ.
Родина тетрагонии - Тасмания, Австралия и Новая Зеландия.
В Японии и Америке был известен с давних времен, в Европу попал только в XVIII веке — растение было доставлено в 1770 году в Англию участниками первого кругосветного путешествия капитана Кука. Длительное время выращивался только в ботанических садах, и в XIX столетии вошел в культуру. В России известен с середины XIX столетия.

## Описание

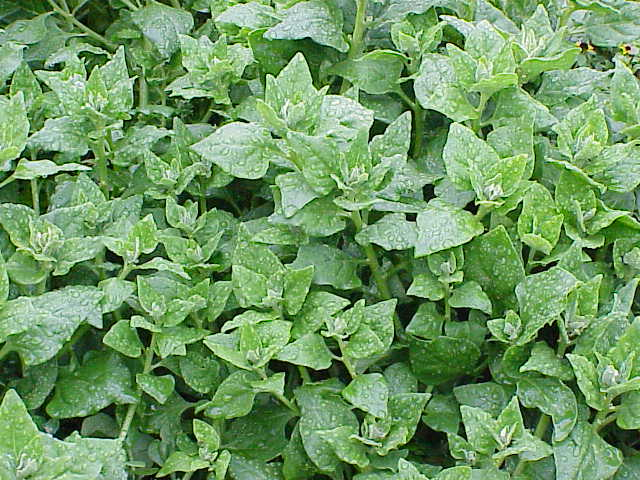
Общий вид растения

Однолетнее, влаго- и теплолюбивое растение. Стебли стелющиеся, сильно ветвистые. Длина стеблей до 35 — 45 см, боковых до — 75 — 110 см. Листья толстые, мясистые, темно-зеленого цвета, зубчатые, треугольной формы.
Культивируется как однолетнее растение. На юге России выращивают, сея семена в грунт, в средней полосе — рассадой. В пищу используют побеги длиной до 10 см вместе с мясистыми листьями.
Листья и побеги растения содержит: 1,7 % белка, 0,4 % сахара, 40 мг витамина C, 2,3 мг каротина, 0,16 мг никотиновой кислоты. В старых его листьях накапливается до 240 мг щавелевой кислоты.

## Распространение
Родиной растения являются побережья Новой Зеландии и Австралии.
Сейчас в диком виде произрастает в Японии, Китае, Чили.

## Таксономическая схема
Таксономическая схема (согласно Системе APG II):
|  |                                      |  |                                   |                                   |                   |  | ещё 28 семейств | ещё 28 семейств     |                           |  |  |  | ещё около 50—60 видов |
|  |                                      |  |                                   |                                   |                   |  | ещё 28 семейств | ещё 28 семейств     |                           |  |  |  | ещё около 50—60 видов |
|  |                                      |  |                                   | порядок Гвоздичноцветные          |                   |  |                 |                     | род Тетрагония            |  |  |  |                       |
|  |                                      |  |                                   | порядок Гвоздичноцветные          |                   |  |                 |                     | род Тетрагония            |  |  |  |                       |
|  | отдел Цветковые, или Покрытосеменные |  |                                   |                                   | семейство Аизовые |  |                 |                     | вид Шпинат новозеландский |  |  |  |                       |
|  | отдел Цветковые, или Покрытосеменные |  |                                   |                                   | семейство Аизовые |  |                 |                     |                           |  |  |  |                       |
|  |                                      |  | ещё 44 порядка цветковых растений | ещё 44 порядка цветковых растений |                   |  |                 | ещё более ста родов | ещё более ста родов       |  |  |  |                       |
|  |                                      |  |                                   | ещё 44 порядка цветковых растений |                   |  |                 |                     | ещё более ста родов       |  |  |  |                       |